# Glochidion societatis
Glochidion societatis är en emblikaväxtart som beskrevs av Jacques Florence. Glochidion societatis ingår i släktet Glochidion och familjen emblikaväxter. Inga underarter finns listade i Catalogue of Life.